# اطلاعات بین‌المللی
اطلاعات بین‌المللی (به انگلیسی: Ettela'at International) یک روزنامه دوزبانه فارسی و انگلیسی چاپ لندن و نیویورک بود. صاحب‌امتیاز این روزنامه که از ۲۳ اسفند ۱۳۷۲ چاپ می‌شد، مؤسسه اطلاعات است. این نشریه روزانه در سراسر اروپا، آمریکای شمالی و بخش‌هایی از کانادا، استرالیا و ژاپن  توزیع می‌شد. اطلاعات بین‌المللی ویژه ایرانیان مقیم خارج از کشور بود و برای کسانی که فارسی نمی‌دانستند، یک صفحه انگلیسی داشت که اخبار مربوط به ایران را پوشش می‌داد. کار آغاز چاپ این روزنامه از سال ۱۳۷۱ آغاز شد و پیش‌شماره آزمایشی آن در ۹ اسفند ۱۳۷۲ چاپ شد. روزنامه اطلاعات بین‌المللی پس از ۲۳ سال انتشار بدون وقفه، در تاریخ ۲ شهریور ۱۳۹۵ به علت مشکلات مالی تعطیل شد.